# Gopchang
Il gopchang (곱창?, letteralmente "frattaglie"), anche conosciuto come gopchang-gui (곱창구이?, che significa "intestino tenue di manzo grigliato"), è un piatto tradizionale della cucina coreana fra i più popolari della penisola. Si tratta di un gui (un piatto grigliato tipico della Corea) che viene preparato utilizzando l'intestino tenue del bovino o del maiale.

## Caratteristiche
Il gopchang viene preparato grigliando su una piastra l'intestino tenue che può essere di bovino, maiale o, più raramente, agnello. Il piatto ha una consistenza gommosa dovuta alla presenza di numerose fibre elastiche ed è ricco di ferro e vitamine. Essendo ricco di proprietà nutritive, l'intestino del bovino e del maiale viene consigliato ai pazienti che soffrono di problemi di costituzione debole e di depressione post-partum. Se in passato il gopchang era un piatto economico e pertanto accessibile al grande pubblico, oggi viene considerato una prelibatezza ed è più costoso della carne degli animali da cui viene ricavato. In Corea, il gopchang è anche considerato un popolare anju, ovvero un piatto che viene consumato assieme a delle bevande alcoliche.

## Preparazione
Per la preparazione del gopchang l'intestino viene accuratamente pulito, strofinato con farina di grano e sale grosso e risciacquato più volte. Il grasso viene eliminato e il gopchang pulito viene successivamente immerso nell'acqua al fine di rimuovere eventuali tracce di sangue. Solitamente, questo alimento viene marinato con aglio, zenzero, cipolla, vino da cucina, pepe nero e pepe del Sichuan spremuti per eliminare gli odori sgradevoli e intenerire la carne.
Fra i condimenti più comuni del gopchang vi sono la salsa di soia, il peperoncino in polvere, lo sciroppo di riso coreano, il vino di riso, il succo di cipolla, di mela, d'aglio, di scalogno e di zenzero. Spesso, la carne viene grigliata assieme a cipolle e peperoni. Il gopchang alla griglia viene spesso intinto nel sale e nell'olio di sesamo.